# كريستوفر لوتز
كريستوفر لوتز (بالألمانية: Christopher Lutz)‏ هو لاعب شطرنج ألماني، ولد في 24 فبراير 1971 في نويكيرشن-فلوين في ألمانيا.

## وصلات خارجية
- كريستوفر لوتز على موقع الاتحاد الدولي للشطرنج (الإنجليزية)
- كريستوفر لوتز على موقع مباريات الشطرنج (الإنجليزية)
- كريستوفر لوتز على موقع 365Chess.com (الإنجليزية)
- كريستوفر لوتز على موقع Chesstempo.com (الإنجليزية)
- كريستوفر لوتز سجل أولمبياد الشطرنج على موقع OlimpBase.org (الإنجليزية)